# 안타르크토사우루스
안타르크토사우루스(Antarctosaurus)는 중생대 백악기후기, 오늘날 남미, 인도, 카자흐스탄 등에서 서식한 4족보행의 대형 초식공룡이다. 학명은 "남방의 도마뱀(영어:southern lizard)"이라는 의미를 갖고 있으며, 눈이 크고, 몸통의 폭이 넓다. 앞다리보다 뒷다리가 가늘다. 전체 몸 길이는 약 18m~20m, 체중은 40t~50t정도 되었을 것으로 추정되었다고 한다.